# Christinus guentheri
Espèce
Synonymes
- Phyllodactylus guentheri Boulenger, 1885

Statut de conservation UICN

 VU B1+2c, D2 : Vulnérable
Christinus guentheri est une espèce de geckos de la famille des Gekkonidae.

## Répartition
Cette espèce est endémique d'Australie. Elle se rencontre dans les îles Lord Howe et Norfolk.

## Étymologie
Cette espèce est nommée en l'honneur d'Albert Charles Lewis Günther (1830-1914).

## Philatélie
Cette espèce a été représentée sur un timbre de l'Île Norfolk en 1982 sous le nom de Phyllodactylus guentheri.

## Publication originale
- Boulenger, 1885 : Catalogue of the lizards in the British Museum (Natural History) I. Geckonidae, Eublepharidae, Uroplatidae, Pygopodidae, Agamidae, Second edition, London, vol. 1, p. 1-436 (texte intégral).